# 真木バスストップ
真木バスストップ（まぎバスストップ）は、山梨県大月市にある中央自動車道上のバス停留所である。県道510号と中央自動車道が交差する付近にある。
バス事業者では「中央道真木」と案内している。

## 停車する路線
下りは降車専用・上りは乗車専用となっている。
中央高速バス
- 甲府線（京王バス・富士急バス・山梨交通） ※特急便は通過
中央道猿橋 - 中央道真木 - 中央道笹子

## バス停へのアクセス
- JR中央本線・富士山麓電気鉄道富士急行線大月駅からタクシーで10分。
- 大月駅または初狩駅から富士急バスを利用、下真木バス停より徒歩8分。